# Andrew Little (homme politique)
Pour les articles homonymes, voir Andrew Little.
Andrew Little, né le 7 mai 1965 à New Plymouth, est un syndicaliste, avocat et homme politique néo-zélandais. Il est le chef de l'opposition officielle du 18 novembre 2014 au 1er août 2017.

## Études, et carrière professionnelle et syndicale
Il étudie la philosophie, le droit et la politique publique à l'université Victoria de Wellington. Il y est président de l'association des étudiants, avant d'être élu président du syndical national des associations étudiantes. Après ses études, il travaille comme solliciteur (avocat) pour le syndicat des ingénieurs (Engineers' Union), se spécialisant en droit du travail. En 2000, il est élu secrétaire national de ce syndicat, fonction qu'il exerce jusqu'en 2011,,.

## Carrière politique
Aux élections législatives de 2011, il est élu député à la Chambre des représentants, au scrutin de liste, sous l'étiquette du Parti travailliste. En 2013, il est fait porte-parole du parti sur les questions de justice et de travail. Le 18 novembre 2014 il est élu chef du parti, et donc chef de l'opposition officielle, les travaillistes étant le principal parti d'opposition au Parlement.
Le 1er août 2017, Andrew Little choisit de démissionner de ses fonctions de chef du Parti travailliste. Celui-ci se trouve en effet à son plus bas niveau d'intention de vote depuis 20 ans, à moins de trois mois des élections. Andrew Little est remplacé par la Vice-chef du parti, Jacinda Ardern, et les intentions de vote remontent en flèche.

## Résultats électoraux

### Chambre des représentants
| Élection             | Circonscription | Parti | Parti        | Voix                                     | %                                        | Résultats                                |
| -------------------- | --------------- | ----- | ------------ | ---------------------------------------- | ---------------------------------------- | ---------------------------------------- |
| Législatives de 2011 | New Plymouth    |       | Travailliste | 13 374                                   | 40,4                                     | Élu avec le scrutin de liste             |
| Législatives de 2014 | New Plymouth    |       | Travailliste | 11 788                                   | 31,6                                     | Élu avec le scrutin de liste             |
| Législatives de 2017 | Aucune          |       | Travailliste | Élu directement avec le scrutin de liste | Élu directement avec le scrutin de liste | Élu directement avec le scrutin de liste |
| Législatives de 2020 | Aucune          |       | Travailliste | Élu directement avec le scrutin de liste | Élu directement avec le scrutin de liste | Élu directement avec le scrutin de liste |